# Hercostomus afer
Hercostomus afer är en tvåvingeart som först beskrevs av Camillo Rondani 1873.  Hercostomus afer ingår i släktet Hercostomus och familjen styltflugor.
Artens utbredningsområde är Etiopien. Inga underarter finns listade i Catalogue of Life.